# Husøy, Nordland
Husøy (eller Husøya) är en kyrkby som utgör centralort och enda tätort i Træna kommun i Nordland fylke i norra Norge. Orten ligger vid fylkesväg 7398, på den östra delen av ön Husøya. Här finns Træna kyrka.

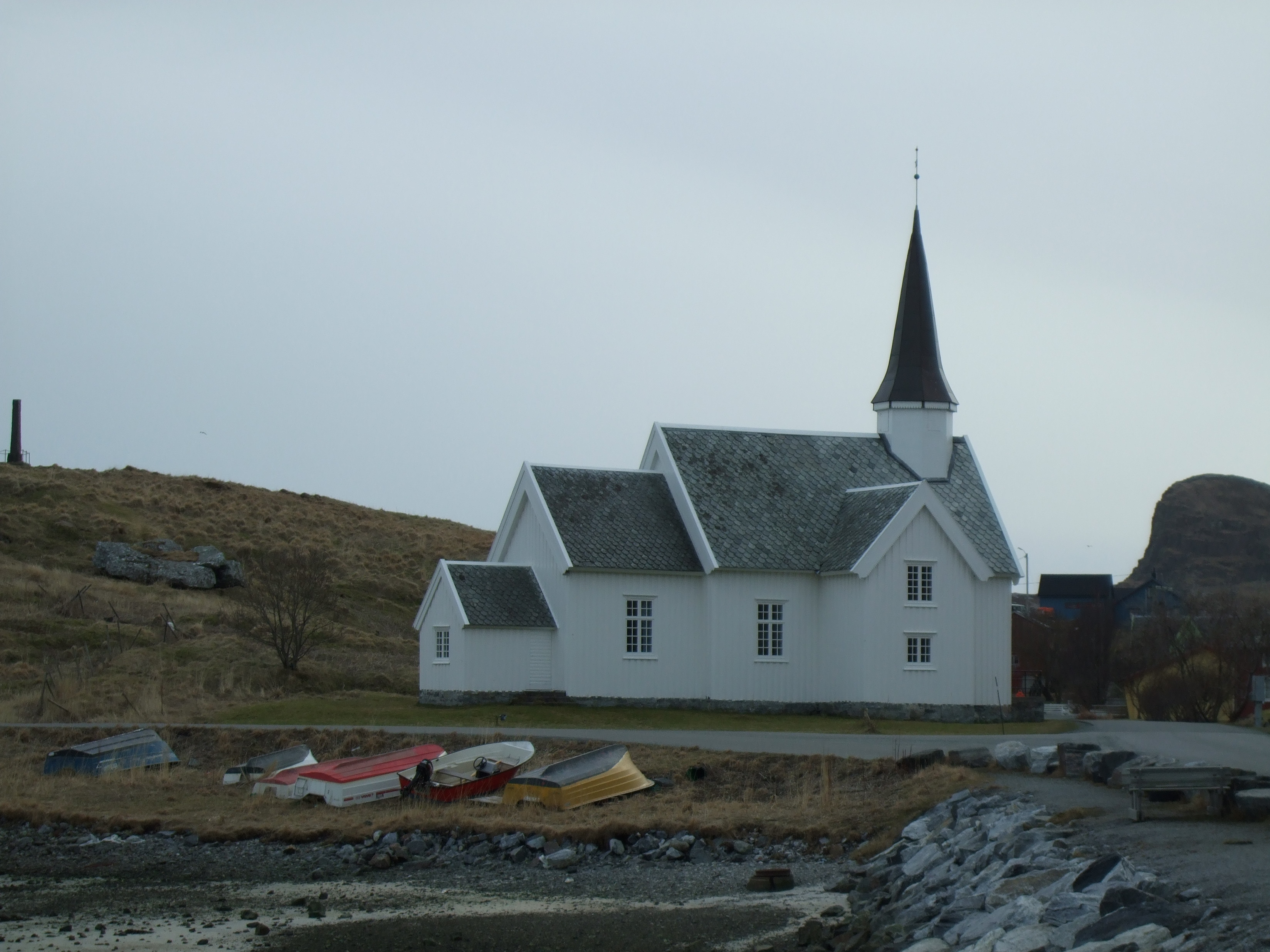
Træna kyrka.